# Mimochroa castanea
Mimochroa castanea là một loài bướm đêm trong họ Geometridae.